# فرودگاه اوندیوا پریرا
فرودگاه اوندیوا پریرا (به انگلیسی: Ondjiva Pereira Airport) (به زبان بومی: Ongiva Airport) یک فرودگاه همگانی با کد یاتا VPE است که یک باند فرود آسفالت دارد و طول باند آن ۳۲۴۳ متر است. این فرودگاه در کشور آنگولا قرار دارد و در ارتفاع ۱۰۸۷ متری از سطح دریا واقع شده است.

## شرکت‌های هواپیمایی و مقصدهای پروازی
| شرکت‌های هواپیمایی   | مقصدهای پروازی                                                           |
| ------------------- | ------------------------------------------------------------------------ |
| SonAir              | کواترو دو فرویرو، لوبانگو                                                |
| تاگ آنگولا ایرلاینز | کتومبلا، کویتو، آلبانوو ماچادو، کواترو دو فرویرو، لوبانگو، منونگ، نامیبه |